# Guido Messina
Guido Messina (Monreale, 4 januari 1931 - Turijn, 10 januari 2020) was een Italiaans wielrenner.

## Carrière
Messina won tijdens de Olympische Zomerspelen 1952 samen met zijn ploeggenoten de gouden medaille op de ploegenachtervolging. Messina werd vijfmaal wereldkampioen op de individuele achtervolging, tweemaal bij de amateurs en driemaal bij de profs. Daarnaast won hij op de weg in 1955 één etappe in de Giro. In de eerste etappe die finishte in Turijn bleek hij sterker dan onder meer de Nederlander Daan de Groot.

## Palmares

### Baan
| Jaar     | IK                     | WK            | Olympische Zomerspelen |
| Amateurs | Amateurs               | Amateurs      | Amateurs               |
| -------- | ---------------------- | ------------- | ---------------------- |
| 1948     |                        | achtervolging |                        |
| 1950     |                        | achtervolging |                        |
| 1951     |                        | achtervolging |                        |
| Profs    |                        |               |                        |
| 1950     | achtervolging          |               |                        |
| 1952     |                        |               | ploegenachtervolging   |
| 1953     | achtervolging          | achtervolging |                        |
| 1954     | achtervolging          | achtervolging |                        |
| 1955     | achtervolging          | achtervolging |                        |
| 1956     | achtervolging · omnium | achtervolging |                        |
| 1957     |                        | achtervolging |                        |

### Weg
1955
1e etappe Ronde van Italië
1956
2e etappe (deel B) Rome-Napels-Rome
1960
7e etappe (deel A) Rome-Napels-Rome

### Resultaten in voornaamste wedstrijden
| Jaar | Ronde van Italië | Ronde van Frankrijk | Ronde van Spanje |
| ---- | ---------------- | ------------------- | ---------------- |
| 1955 | 47e              |                     |                  |
| 1956 |                  |                     |                  |
| 1957 |                  |                     |                  |
| 1958 | opgave (1)       |                     |                  |

| Jaar | Milaan-San Remo | Parijs-Roubaix | Ronde van Lombardije |
| ---- | --------------- | -------------- | -------------------- |
| 1950 | 27e             |                |                      |
| 1951 |                 |                |                      |
| 1952 |                 |                |                      |
| 1953 |                 |                | 64e                  |
| 1954 | 18e             |                |                      |
| 1955 |                 | 72e            |                      |
| 1956 |                 |                |                      |
| 1957 |                 |                |                      |
| 1958 | 8e              |                |                      |
| 1959 |                 |                |                      |
| 1960 | 74e             |                | 59e                  |
| 1961 | 74e             |                |                      |

1908: Jones, Kingsbury, Meredith, Payne ·
1920: Magnani, Carli, Ferrario, Giorgetti ·
1924: De Martini, Dinale, Menegazzi, Zucchetti ·
1928: Facciani, Gaioni, Lusiani, Tasselli ·
1932: Pedretti, Borsari, Cimatti, Ghilardi ·
1936: Nizerhy, Charpentier, Goujon, Lapébie ·
1948: Decanali, Adam, Blusson, Coste ·
1952: Morettini, Campana, de Rossi, Messina ·
1956: Gasparella, Domenicali, Faggin, Gandini ·
1960: Vigna, Arienti, Testa, Vallotto ·
1964: Streng, Claesges, Henrichs, Link ·
1968: Lyngemark, Olsen, Asmussen, Jensen ·
1972: Schumacher, Colombo, Haritz, Hempel ·
1976: Vonhof, Braun, Lutz, Schumacher ·
1980: Manakov, Movtsjan, Ossokin, Petrakov ·
1984: Grenda, Turtur, Nichols, Woods ·
1988: Jekimov, Kasputis, Neljoebin, Oemaras ·
1992: Fulst, Glöckner, Lehmann, Steinweg ·
1996: Capelle, Ermenault, Monin, Moreau ·
2000: Fulst, Bartko, Becke, Lehmann ·
2004: Brown, McGee, Lancaster, Roberts ·
2008: Clancy, Manning, Thomas, Wiggins · 
2012: Burke, Clancy, Kennaugh, Thomas · 
2016: Burke, Clancy, Doull, Wiggins · 
2020: Consonni, Ganna, Lamon, Milan · 
2024:  Bleddyn, Welsford, Leahy, O'Brien
Wielerploegen van Guido Messina
Bagnara ·
Bampi ·
Bottecchia ·
Bovay · 
Burigotto ·
Costalunga ·
Damen ·
Grilli ·
Messina ·
Natucci ·
Niesten ·
Ricco ·
Terruzzi ·
Tezza ·
Vaucher ·
Vlayen · 
Wagtmans
Arienti ·
Babini (vanaf 02/10) ·
Bampi ·
Cerato (vanaf 15/06) ·
Chiodini · 
Costalunga ·
Fallarini ·
Fornoni ·
Grilli ·
Messina ·
Pellicciari ·
Ratti ·
Ricco ·
Venturelli ·
Zamboni